# Рубашкін (Волгоградська область)
Рубашкін (рос. Рубашкин) — хутір у Серафимовицькому районі Волгоградської області Російської Федерації.
Населення становить 140  осіб. Входить до складу муніципального утворення Горбатовське сільське поселення.

## Історія
Хутір розташований у межах українського історичного та культурного регіону Жовтий Клин.
Згідно із законом від 24 грудня 2004 року № 979-ОД органом місцевого самоврядування є Горбатовське сільське поселення.

## Населення
| 2002 | 2010 |
| ---- | ---- |
| 170  | ↘140 |